# TPSAB1
TPSAB1 (англ. Tryptase alpha/beta-1; Шифр КФ 3.4.21.59) — фермент триптаза, продукт гена TPSAB1. Триптаза бета-1 является изоферментом, экспрессированным на тучных клетках, тогда как изофермент триптаза альфа-1 преимущественно находится на базофилах.

## Структура и функции
Триптазы входят в семейство S1 трипсино-подобных сериновых протеаз. Они каталитически активны в тетрамерной форме, стабилизируемой гепарином, и устойчивы к известным эндогенным ингибиторам протеаз. Несколько генов триптаз сгруппированы на хромосоме 16p13.3 и обладают некоторыми общими свойствами. Все эти гены имеют высококонсервативные участки 3' UTR и содержат тандемные повторы на 5'-конце, а их 3' UTR участок играет роль в регуляции стабильности их мРНК. Гены содержат интрон непосредственно после инициирующего Met-кодона, отделяющего Met-кодон от кодирующей белок последовательности. Такая особенность структуры гена характерна в основном только для триптаз. Ген TPSAB1 отличается множественностью аллелей, две основные из которых альфа-1 и бета-1 ранее считались различными белками.
Триптаза бета-1 — основная нейтральная протеаза, присутствующая в тучных клетках. Она секретируется из клетки в ходе процесса активации-дегрануляции. Может играть роль во врождённом иммунитете. Изоформа 2 расщепляет крупные субстраты, такие как фибронектин, с большей эффективностью, чем изоформа 1 и, наоборот, менее эффективна в расщеплении небольших белковых субстратов.